# Coppinsiella
Coppinsiella is een geslacht van korstmossen behorend tot de familie Teloschistaceae. 

## Soorten
Volgens Index Fungorum telt het geslacht drie soorten:
| Soortnaam                | Auteur(s)                                               | Publicatiejaar |
| ------------------------ | ------------------------------------------------------- | -------------- |
| Coppinsiella orbicularis | (M. Haji Moniri, Vondrák & Malíček) S.Y. Kondr. & Lőkös | 2018           |
| Coppinsiella substerilis | (Vondrák, Palice & van den Boom) S.Y. Kondr. & Lőkös    | 2018           |
| Coppinsiella ulcerosa    | (Coppins & P. James) S.Y. Kondr. & Lőkös                | 2018           |